# 2003 en Chine
2001 en Chine - 2002 en Chine - 2003 en Chine - 2004 en Chine - 2005 en Chine

## Chronologie

### Juin 2003
- 29 : accord économique entre Macao et le gouvernement central chinois

### Juillet 2003
- 1er : importantes manifestations à Hong Kong contre un projet de loi anti-subversion.

### Octobre 2003
15 : lancement de Shenzhou 5. Yang Liwei est le premier chinois dans l'espace.

### Décembre 2003
- 24 : début de la construction du Nid d'Oiseau à Pékin.
- 29 : lancement de la première capsule de la Double Star Mission, en partenariat avec l'agence spatiale européenne.